# Baiami glenelgi
Baiami glenelgi är en spindelart som beskrevs av Gray 1981. Baiami glenelgi ingår i släktet Baiami och familjen Stiphidiidae.
Artens utbredningsområde är Victoria, Australien. Inga underarter finns listade.